# Държавен капитализъм
Държавният капитализъм е капиталистическа икономическа система, при която държавата замества частните предприемачи в ролята им на капиталисти.
При държавния капитализъм често частната собственост е експроприирана по силата на някаква идеологическа индоктринация (примерно под лозунга „от ръцете на експлоататорската класа“), като цялата собственост (без личната, която е неотчуждима и по своята правна природа) ведно с всички средства за производство се съсредоточава в ръцете на един капиталист – държавата, управлявана в повечето случаи от партийна върхушка и номенклатура. Придадената стойност от труда на наемните работници-граждани се преразпределя от единствения капиталист в случая – държавата, била тя наричана социалистическа или комунистическа.
Различни противници на държавния капитализъм, като анархистите, твърдят, че държавите от бившия социалистически блок не са нито народни, нито социални, а икономическата система при тях представлява по съществото си държавен капитализъм, като революциите в тях са използвани за изземване без обезщетение (по силата на идеологически мотивирана експроприация) на собствеността на гражданите, която преминава от ръцете на частните собственици у единствения капиталист в случая – т. нар. социалистическа държава.